# Sokolac vára
Sokolac vára (horvátul: Grad Sokolac), várrom Horvátországban Brinje központjában.

## Fekvése
Brinje központjában emelkedő magaslaton állnak maradványai.

## Története
A Frangepánok a 14. század végén építették fel közigazgatási székhelyüket Jelovik várát, melyet később Sokolacnak neveztek. Sokol vagy Sokolac várát 1411-ben említik először. 1412-ben az ország legjelesebb főuraival együtt itt tartózkodott Zsigmond király. 1424-ben Frangepán IV. Miklós Brinjében látta vendégül Zsigmond királyt és unokatestvérét VII. Erik dán királyt aki jeruzsálemi zarándoklata alkalmával a magyar király vendége volt. 1449-ben a birtokmegosztás során Brinje Frangepán Bertalan és utódainak birtoka lett. Ebben az időben szakadt ki a brinjei uradalom a Gackai zsupánságból és vált önálló közigazgatási egységgé. A középkor folyamán vár alatt és oltalmában a település és piaca gyorsan fejlődött, hiszen a Zenggből Modrusra és az ország belsejébe menő fontos kereskedelmi út mellett állt. A 15. század végétől a török többször támadt a hódoltság területéről Karintia és Stájerország irányába, kifosztva és felégetve az útjába eső területeket. A növekvő török veszély miatt a 16. században a várat a család a királynak engedte át, aki állandó őrséget helyezett el benne. Ezzel a korábbi pompázatos főúri vár a török elleni megerősített végvárrá alakult át. A korábbi palota helyén hengeres ágyútorony épült. A várudvart hengeres és szögletes tornyokkal megerősített magas falakkal vették körül. A kápolna három külső bejáratát elfalazták és falain lőréseket nyitottak. Az új bejárat az újonnan felhúzott falakon belül nyílt. 1530-ban a török Brinjét is felégette, de a várat elfoglalni sem akkor, sem később nem tudta. A környező vidék azonban teljesen elnéptelenedett, lakói a biztonságosabb településekre menekültek. Brinje a zenggi kapitányság egyik legfontosabb vára lett. 1537-ben megerősítették és a zenggi kapitány irányítása alá rendelt ötven fős állandó őrséggel látták el. A török veszély elmúltával a vár jelentősége megszűnt. Egy ideig még őrség volt benne, majd elhagyták. A 19. század folyamán az elhagyatott épület romjait a környék lakossága építőanyagnak hordta el.

## A vár mai állapota
Sokolac várának romjai a település központjában emelkedő dombon láthatók. Legépebben maradt része a várkápolna volt, amelyet a helyi plébánia vett át, azonban a földrengések ezt is súlyosan megrongálták. 1917-ben a legsúlyosabban megrongálódott részeit rendbetették, a második világháborúban azonban a sekrestyét bombatalálat érte és romba dőlt. Súlyosan károsodott a tetőszerkezet is. Az 1960-as években egy újabb földrengés következtében a keleti homlokzat rongálódott meg. A helyreállítási munkálatok 1982-ben kezdődtek el és lényegében máig is tartanak. A kápolna barokk oltárait elvitték, majd restaurálva visszaszállították. Ugyancsak restaurálták Madonna gyermekével és a Pieta szobrait, amelyeket a 15. század elején készítettek. Mára a vár romokban áll, csak a felújított három emelet magas Szentháromság kápolna áll épen belőle. 2007 júniusában a kápolnában a horvát történeti múzeum rendezésében állandó kiállítás nyílt Drago Miletić összeállításában „Plemićki grad Sokolac“ (Sokolac nemesi vára) címmel a Frangepánok szerepéről a horvát történelemben.

## Galéria
- Sokolac várának romja
- A várkápolna
- A várkápolna